# Eurythrips batesi
Eurythrips batesi är en insektsart som först beskrevs av Watson 1935.  Eurythrips batesi ingår i släktet Eurythrips och familjen rörtripsar. Inga underarter finns listade i Catalogue of Life.